# 부여 무량사 극락전 후불탱
부여 무량사 극락전 후불탱(扶餘 無量寺 極樂殿 後佛幀)은 충청남도 부여군, 무량사 극락전에 있는 불화이다. 2002년 1월 10일 충청남도의 유형문화재 제163호로 지정되었다.

## 참고 자료
- 무량사극락전후불탱 - 국가유산청 국가유산포털